# KZ-Außenlager Königs Wusterhausen
Das KZ-Außenlager Königs Wusterhausen war ein KZ-Außenlager des KZ Sachsenhausen im östlichen Bereich der Stadt Königs Wusterhausen. Das Außenlager entstand im Frühjahr 1944 und wurde am 26. April 1945 endgültig befreit und aufgelöst.

## Ausgangssituation
Nachdem die letzten Juden aus dem Getto Litzmannstadt nach Auschwitz deportiert wurden, blieben etwa 1.200 Juden in Łódź zurück, welche einerseits der jüdischen Verwaltung (etwa 600 Personen) des Ghettos angehörten oder aber für Aufräumarbeiten (etwa 500 bis 600 Personen) zurückbehalten wurden. Laut Benz et al. sollen vor allem Angehörige der Verwaltung für das Lager in Königs Wusterhausen ausgesucht worden sein, welche sogar durch die SS wieder zusammengeführt wurden. Die Anzahl der Funktionäre an den Gefangenen war tatsächlich sehr hoch, darunter beispielsweise der Graphiker der Ghettoverwaltung, Pinchas Shaar, und der Leiter des „Zentralbüros des Arbeitsressorts“ in Łódź, Aron Jakubowicz, nebst deren Familien. Letzterer war gleichzeitig der ehemalige Stellvertreter des „Ghettoältesten“ Chaim Rumkowski, welcher selbst in Auschwitz umgebracht wurde.
Die Produktion von Behelfsheimen durch die Firma Kelterbron & Stenvers musste durch die Auflösung verlegt werden. Da die Stadt sich bereits seit einiger Zeit um den Bau von Behelfsheimen bemüht hatte, um neue Bürger in Königs Wusterhausen anzusiedeln, wurde die Stadt als Ersatzstandort für die Herstellung ausgesucht.

## Errichtung und Betrieb
Über den genauen Zeitpunkt der Lagergründung sind unterschiedliche Angaben zu finden. Während sowohl Schwarz als auch die 6. DV-BEG als Gründungsdatum den 9. Februar 1943 angeben, benennen Benz et al. den Februar 1944 und Morsch et al. den November 1944 als Datum. Bertram legt sich in seinem Buch Wer baut, der bleibt: neues jüdisches Leben in Deutschland nicht auf den Monat, aber auf das Jahr 1944 fest. Aufklärung könnte die Aussage des Augenzeugen David Grünstein geben, welcher angibt, dass die gedankliche Gründung bereits 1943 im Ghetto von Litzmannstadt stattfand. Damals wurde bereits in Łódź die Produktion der Behelfswohnheime gestartet, welche erst bei der Liquidierung des Ghettos nach Königs Wusterhausen überführt wurden. Ebenfalls zur Aufklärung könnten die Aussagen von Zeitzeugen aus der Stadt beitragen, welche in einem Interview für Nachforschungen zum Lager befragt wurden. Diese geben an, dass das Lager am Krebssee ein reines Kriegsgefangenen- bzw. Zwangsarbeiterlager war, welches bereits vor dem KZ-Außenlager existierte.
Auch über den Zeitpunkt des Transports der Gefangenen aus dem aufgelösten Ghetto Łódź sind verschiedene Angaben zu finden:
Nach Meyer et al. sind die Gefangenen im September 1944 aus dem Ghetto nach Königs Wusterhausen gebracht worden. Der Stadtchronist Ernst Piel hat herausgefunden, dass am 4. September 1944 die Absicht zum Bau eines Außenlagers bekannt gegeben wurde. Am 21. September billigte der Bürgermeister den Beschluss der Erschließung von drei Hektar südlich und nördlich der Senziger Landstraße. Der Augenzeuge und KZ-Überlebende David Grünstein, welcher in dem ersten Transport von jüdischen Häftlingen in das Lager der Stadt kam, gibt an, dass sie am 6. Oktober 1944 über Sachsenhausen nach Königs Wusterhausen gebracht wurden. Sowohl Benz et al. als auch Feuchert et al. schreiben, dass am 22. Oktober 1944 die Gruppe jüdischer Gefangener aus Łódź in Richtung Sachsenhausen transportiert worden sein soll.
Fest steht, dass als Standort die Nähe zum Güterbahnhof Königs Wusterhausen gewählt wurde. Das Lager lag an der Ostseite des Bahnhofs zwischen der ehemaligen Senziger Landstraße (heute Storkower Straße) und dem Priestergraben. Laut Morsch waren die Baracken auf beiden Seiten der Senziger Landstraße zu finden. Das eine Lager lag dabei am Krebssee bzw. Güterbahnhof und das andere Teillager wurde weiter in Richtung Hafen am heutigen Fliederweg errichtet. Widersprüchliche Angaben von bis zu fünf Zwangsarbeiterlagern in der Stadt, so z. B. für die Reichsbahn oder die Reichspost, konnten nicht belegt werden. Geplant waren ein oder zwei Mustersiedlungen von Behelfsheimen, welche durch die Häftlinge errichtet werden sollten.
Zu Beginn bestand das Lager aus einer SS- und einer Küchenbaracke, während die ersten Gefangenen Ende November/Anfang Dezember unter freiem Himmel schlafen mussten. Das eigentliche Häftlingslager war recht klein und innerhalb einer Produktionsfläche (Hallen, Werkstätten und Materiallager). Im Lager gab es eine Schreinerei sowie eine Schneider- und Schusterwerkstatt. Ebenfalls gab es ein vollständig eingerichtetes Labor und Medikamente, welche aus Łódź mitgebracht wurden. Betreut wurde das Revier durch Dr. Leon Szykier und den Chirurgen Dr. Szyja Widzer. Das Lager war unterteilt in ein Männer- und ein Frauen- bzw. Kinderlager. Das Frauenlager war in einer separaten Baracke untergebracht und durch Stacheldraht vom Männerlager getrennt.
Benz. et al. führen eine genaue Listung der Veränderungsbestände auf:
- 3. November 1944: 153 Männer werden nach Königs Wusterhausen gebracht (Grünstein und Morsch führen hier die Zahl von 165 Häftlingen an)[6]
- 16. Dezember 1944: 50 Männer kommen hinzu
- 17. Dezember 1944: 46 Männer kommen hinzu
- 19. Februar 1945: 150 Frauen werden nach Königs Wusterhausen überstellt
- 7. März 1945: Überstellung von 9 Frauen nach Auer. Laut Morsch et al. waren dies sowohl ungarische als auch polnische Jüdinnen.[12]
- 17. April 1945: Überstellung von 44 Frauen nach Sachsenhausen

Am 9. April wird ein Bestand von 238 Häftlingen im Lager festgestellt.
Am 20. April bestand das Frauenlager noch aus 88 Gefangenen. Der Tod von 7 Frauen konnte nachgewiesen werden.
Laut Angaben von David Grünstein waren bis zu 650 Gefangene in dem KZ inhaftiert. Auch Piel stellte fest, dass das Lager für bis zu 700 Häftlinge ausgelegt sein sollte.
Während die Frauen im Lager Munitionskisten für die Firma Krupp zusammennageln und „Winterbaukisten“ für LKW-Motoren der Firma Siemens herstellen mussten, haben die Männer im Lager die Behelfsheimbauten herstellen müssen. Laut Piel waren die Arbeiten für die Firma Krupp später nicht mehr nachweisbar, so dass dieser Einsatz nur als sehr wahrscheinlich anzunehmen ist. Da die Behelfsheimarbeiten über einige Versuchsstücke nicht hinauskamen, wurden die Häftlinge auch zu Schanzarbeiten an Panzergräben am Nottekanal und für Waldarbeiten eingesetzt. Die Häuser waren für Angehörige des Reichsrundfunks gedacht, deren Häuser durch Bomben zerstört wurden, und sollten an der Potsdamer Straße vom Friedhof bis zur Scheune am Mittelweg erstellt werden. Eines der Holzheime mit quadratischem Grundriss, welches als Versuchsstück gefertigt wurde, soll noch immer in der Hafenstraße zu sehen sein.
Obwohl die meisten Häftlinge ihre zivile Kleidung anbehalten durften und die sanitären Verhältnisse als vergleichsweise gut bezeichnet wurden, waren Schikane und Misshandlung durch die Wachmannschaften sowie die Ausbeutung durch die Produktionsfirmen (insbesondere durch Fritz Stenvers) an der Tagesordnung. Zur Strafe wurde mindestens ein Häftling nackt in eine Grube geschickt und musste dort die Nacht verbringen, in dem Glauben jeden Moment erschossen zu werden. Auch andere Häftlinge mussten die Winternächte im Frost verbringen.
Kommandoführer war SS-Unterscharführer Willi Meifert. Ermittlungen gegen ihn wurden eingestellt, da der nach dem Krieg in Bielefeld Lebende wegen Geisteskrankheit nicht mehr vernommen und ihm keine Morde nachgewiesen werden konnten.

## Auflösung und Befreiung
Ein Teil der männlichen Gefangenen wurde wenige Tage vor der Befreiung nach Sachsenhausen zurückgebracht, wo sie auf den Todesmarsch nach Mecklenburg geschickt wurden. Unter anderem war Mendel Grossman einer der Häftlinge, welcher von den Strapazen entkräftet auf dem Marsch erschossen wurde. Zwischen dem 18. und 20. April 1945 wurde eine zweite Gruppe, diesmal aus Frauen und Kindern bestehend, losgeschickt, welche zu Fuß laufen mussten. Einige wurden auf dem Weg nach Sachsenhausen befreit. Die Wachmannschaften und Stenvers verließen das Lager am 22. April 1945 in zivil. Befreit wurde das Lager dann endgültig am 26. April 1945 von der Roten Armee.
Die Bestände des Lagers sollen nach Angaben des Architekten W. Dahlke, der die Auflösung leitete, sehr umfangreich gewesen sein. Obwohl große Teile des Bestandes gestohlen, geplündert oder als Entschädigungsleistung abtransportiert wurden, konnten noch Materialien im Wert von 39.921,10 Reichsmark an Privatleute verkauft werden.

## Nachkriegsentwicklung und Gedenken

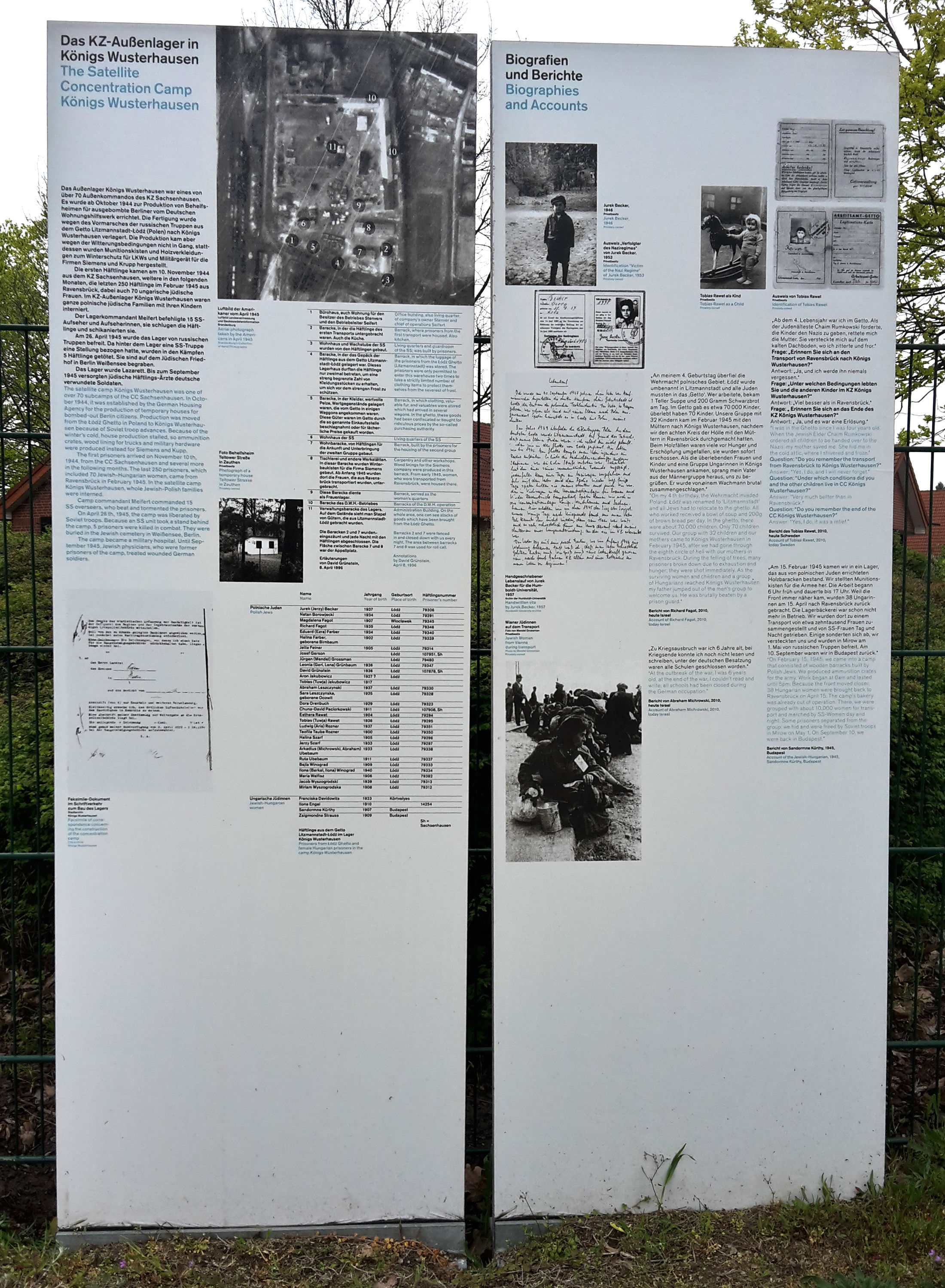
Gedenktafel am ehemaligen KZ-Außenlager Königs Wusterhausen

Bald nach der Befreiung wurde das komplette Lager abgerissen. Auf dem Gelände des Kriegsgefangenenlagers wurde östlich der Chaussee das Land an Neubauern vergeben, die die bis zu 50 cm dicken Betonwerke freigraben, zerschlagen und wegschaffen mussten. Erst danach ließ sich mehr oder weniger erfolgreich Ackerbau betreiben. Heute sind auf dem Gelände vornehmlich Kleingartenanlagen und Einfamilienhäuser zu finden. Westlich der Storkower Straße sind ebenfalls Einfamilienhäuser und vereinzelte Gewerbeunternehmen angesiedelt. Da zu DDR-Zeiten eine offizielle Nachforschung nicht gewünscht war, wurden auch keine Untersuchungen zur Aufarbeitung getroffen und eine angemessene Betrachtung der Umstände konnte erst 50 Jahre später stattfinden.
Ein Gedenkstein für die „Verfolgten des Naziregimes“ in der Puschkinstraße gegenüber dem Amtsgarten trug spätestens ab 1980 den Schriftzug „VdN-Gedenkstein für die gefallenen Antifaschisten der Stadt und Gefangenen des KZ-Außenlagers“.
Mit dem Gedenken zum 50. Jahrestag der Befreiung des Lagers am 28. April 1995 wurde eine intensivere Untersuchung zum Außenlager angestoßen, welches durch den Besuch des KZ-Überlebenden David Grünstein mit Augenzeugenberichten maßgeblich unterstützt wurde.
Als im Jahr 2000 die Entschädigung der NS-Zwangsarbeiter geregelt wurde, war die Stadt Königs Wusterhausen eine von anfangs nur sechs Städten in Deutschland, die zu den Entschädigungszahlungen der öffentlichen Hand, welche ausschließlich vom Bund getragen werden sollten, freiwillig Geld sammelte. Insgesamt sollten am Ende 200 Städte und Gemeinden Geld sammeln. In Königs Wusterhausen spendeten bis auf einen Abgeordneten alle Stadtvertreter sowie weitere 48 Bürger insgesamt knapp 15.000 DM. Das gesammelte Geld wurde für Jugendarbeit im Rahmen von Aufklärung und Begegnung mit Zeitzeugen verwendet.
Auf Initiative des Vereins „Kulturlandschaft Dahme-Spreewald e. V.“ wurde am 18. April 2005 am ehemaligen Lagergelände im Fliederweg eine kleine Gedenktafel angebracht, die im Februar 2013 von Unbekannten zerstört wurde. Daraufhin wurde an gleicher Stelle die heute sichtbare zweiteilige Gedenktafel aufgestellt.

## Bekannte Gefangene
- Jurek Becker, Schriftsteller und Drehbuchautor (Jakob der Lügner)
- Pinchas Shaar (Szwarc), Graphiker der Ghettoverwaltung Łódź und Textilfabrikant
- Mendel Grossman, Photograph (vor allem bekannte Fotos des Ghettos)
- Aron Jakubowicz, Leiter des „Zentralbüros des Arbeitsressorts“ in Łódź